# Nu ferru de calzetta/Tu chi parti e vai luntanu
Nu ferru de calzetta/Tu chi parti e vai luntanu è un singolo di Gilda pubblicato dalla Sun nel 1969.

## Tracce
1. Nu ferru de calzetta
2. Tu chi parti e vai luntanu